# Todd Kowalski
Todd "The Rod" Kowalski (Regina, Saskatchewan, 27 mei 1973) is een Canadese basgitarist en zanger en lid van de hardcore punk-band Propagandhi.

## Muzikale carrière
Kowalski was in de vroege jaren 90 frontman van I Spy, een hardcore punk-band die in 1991 werd opgericht in Regina en oorspronkelijk Klump werd genoemd. Hij en de band verhuisden naar Winnipeg in 1994. Een jaar later in 1995 nam I Spy een splitalbum met Propagandhi op getiteld I'd Rather Be Flag-Burning. I Spy werd opgeheven in de zomer van 1996. 
In 1996 ging Kowalski bij de thrashmetal-band Swallowing Shit spelen. Daar werkte hij mee aan de 7" ep Let My Struggling Spirit In Itself Be Free en het verzamelalbum Anthology, dat door G7 Welcoming Committee Records werd uitgegeven.
In 1997 ging Kowalski in Propagandhi spelen en verving hij de voormalige basgitarist John K. Samson, die de band verliet om de band The Weakerthans op te richten. Ook speelde Kowalski basgitaar voor de punkband J Church tijdens hun tour door Japan in 1997.
Tegenwoordig speelt Kowalski basgitaar voor Propagandhi en heeft met deze band tot nu toe aan vijf studioalbums gewerkt: Today's Empires, Tomorrow's Ashes (2001), Potemkin City Limits (2005), Supporting Caste (2009), Failed States (2012) en Victory Lap (2017).